# Maestro (film, 2023)
Pour les articles homonymes, voir Maestro (homonymie).
Pour plus de détails, voir Fiche technique et Distribution.
Maestro est un film américain réalisé par Bradley Cooper, sorti en 2023. Il s'agit d'un film biographique sur le compositeur et chef d'orchestre Leonard Bernstein.
Il est présenté en avant-première à la Mostra de Venise 2023 avant sa diffusion sur Netflix en décembre.

## Synopsis
Maestro relate la relation entre Leonard Bernstein et Felicia Montealegre, de leur rencontre à la mort de Felicia. Leur mariage, célébré en 1951, durera plusieurs dizaines d'années, malgré les relations homosexuelles du musicien.

## Fiche technique
Sauf indication contraire, les informations mentionnées dans cette section peuvent être confirmées par la base de données cinématographiques IMDb,  présente dans la section « Liens externes ».
- Titre original : Maestro
- Réalisation : Bradley Cooper
- Scénario : Bradley Cooper et Josh Singer
- Musique : n/a
- Décors : Kevin Thompson
- Costumes : Mark Bridges
- Photographie : Matthew Libatique
- Son : Richard King, Steve Morrow, Tom Ozanich, Jason Ruder et Dean Zupancic
- Montage : Michelle Tesoro
- Production : Fred Berner, Bradley Cooper, Amy Durning, Kristie Macosko Krieger, Todd Phillips, Martin Scorsese et Steven Spielberg
- Sociétés de production : Sikelia Productions, Amblin Entertainment, Fred Berner Films et Joint Effort
- Société de distribution : Netflix
- Budget : n/a
- Pays de production :  États-Unis
- Langue originale : anglais
- Format : couleur
- Genre : drame biographique
- Durée : 129 minutes
- Dates de sortie[1] : 
  - Italie : 2 septembre 2023 (Mostra de Venise)
  - Monde : 20 décembre 2023 (sur Netflix)

## Distribution
- Bradley Cooper (VF : Alexis Victor) : Leonard Bernstein
- Carey Mulligan (VF : Élisabeth Ventura) : Felicia Montealegre
- Matt Bomer (VF : Jérémy Bardeau) : David Oppenheim (en)
- Maya Hawke (VF : Alicia Hava) : Jamie Bernstein
- Sarah Silverman (VF : Laurence Sacquet) : Shirley Bernstein
- Michael Urie (VF : Adrien Larmande) : Jerome Robbins
- Gideon Glick (VF : Benjamin Bollen) : Tommy Cothran
- Josh Hamilton (VF : Xavier Béjà) : John Jonas Gruen (en)
- Sam Nivola (VF : Jessy Dubuis) : Alexander Bernstein
- Miriam Shor (VF : Ivana Coppola) : Cynthia O'Neal
- Alexa Swinton (VF : Iliana Sakji) : Nina Bernstein

## Production

### Genèse et développement
Le projet d'un film biographique sur Leonard Bernstein débute avec Paramount Pictures. Martin Scorsese doit alors réaliser le film. Il décide finalement de se concentrer sur un autre projet de longue date, The Irishman. Bradley Cooper rejoint alors le projet comme réalisateur et comme acteur principal. Martin Scorsese reste lié au projet comme producteur, épaulé par Todd Phillips et Steven Spielberg. Steven Spielberg a un temps envisagé de réaliser lui-même le film, avant d'être convaincu par l'approche de Bradley Cooper et après avoir vu sa première réalisation, A Star Is Born (2018).
En janvier 2020, le projet est repris par Netflix, avec un tournage espéré pour 2021. En septembre 2020, le titre du film est révélé : Maestro.

### Attribution des rôles
En septembre 2020, Carey Mulligan rejoint la distribution. Le mois suivant, Jeremy Strong est évoqué pour jouer John Gruen. En mars 2022, Matt Bomer est annoncé, suivi par Maya Hawke.

### Tournage
Le tournage devait initialement débuter en 2021 à Los Angeles. Il ne débute finalement qu'en mai 2022,. Les prises de vues ont lieu à Los Angeles ou encore à Tanglewood,.

## Distinctions

### Nominations
- BAFTA 2024 :
  - Meilleure réalisation pour Bradley Cooper
  - Meilleur acteur pour Bradley Cooper
  - Meilleure actrice pour Carey Mulligan
  - Meilleur scénario original pour Bradley Cooper et Josh Singer
  - Meilleurs maquillages et coiffures pour Siân Grigg (en), Kay Georgiou (en), Kazu Hiro (en) et Lori McCoy-Bell
  - Meilleure photographie pour Matthew Libatique
  - Meilleur son pour Richard King, Steven A. Morrow (en), Tom Ozanich (en), Jason Ruder (en) et Dean Zupancic
- Golden Globes 2024 : 
  - Meilleur film dramatique
  - Meilleure réalisation
  - Meilleur acteur dans un film dramatique
  - Meilleure actrice dans un film dramatique
- Oscars 2024 :
  - Meilleur film
  - Meilleur acteur pour Bradley Cooper
  - Meilleure actrice pour Carey Mulligan
  - Meilleur scénario original
  - Meilleurs maquillages et coiffures
  - Meilleure photographie
  - Meilleur son

### Sélection
- Mostra de Venise 2023 : en compétition officielle